# Voievodatul Polonia Mică

Diviziune în județe

Voievodatul Polonia Mică (în poloneză: województwo małopolskie) este o regiune administrativă în sudul Poloniei la granița cu Slovacia, fiind unul din cele mai dens populate voievodate ale țării. Capitala voievodatului este orașul Cracovia. Are o suprafață de 15 108 km2, și o populație de 3 267 731 locuitori (2006).
Acesta a fost creat la 1 ianuarie 1999 din fosta Cracovia, Tarnow, Nowy Sącz și părți din voievodatele Bielsko-Biała, Katowice, Kielce și voievodatul Krosno, în conformitate cu reformele guvernului polonez local adoptate în 1998.
Numele provinciei amintește numele tradițional al unei regiuni poloneze istoric, Polonia Mică, sau în limba poloneză: Małopolska. Voievodatul Polonia Mică actual, cu toate acestea, se referă doar la o mică parte din regiunea mai mare, Malopolska vechi, care, împreună cu Polonia Mare (Wielkopolska) și Silezia (Śląsk), formau statul polonez medievală timpuriu. Istoric, Polonia Mică este mult mai mare decât provincia actuală. Se întindea departe spre nord, la Radom și Siedlce, incluzând orașe precum Stalowa Wola, Lublin, Kielce, Częstochowa și Sosnowiec.

## Economie
Economia regiunii include tehnologie avansată, bănci, industriile chimice și metalurgice, cărbune, minereu, procesarea hranei, și spiritul industriei de tutun. Cel mai industrializat oraș din voievodatul Polonia Mică este Cracovia.
Cea mai mare întreprindere regională funcționează aici, Uzina Siderurgică Tadeusz Sendzimir din Nowa Huta, are 17.500 angajați. Un alt centru industrial important este situat în partea de vest, în cartierul Chrzanów (care se ocupă în principal cu producția de locomotive) și în Oświęcim (combinat chimic). Parcul tehnologic Cracovia este o zonă economică specială. În voievodat există aproape 210 000 de firme înregistrate, cea mai mare parte fiind întreprinderi  mici și mijlocii, dintre care 234 aparțin sectorului de stat. Investițiile străine, în creștere în regiune, a ajuns la aproximativ 18.3 miliarde dolari până la sfârșitul anului 2006.

## Personalități născute în Voievodatul Polonia Mică
Papa Ioan Paul al II-lea,papă catolic

## Universități
130.000 de studenți sunt înscriși anual în cincisprezece instituții de învățământ superior din Cracovia. Universitatea Jagiellonă, cea mai mare universitate din municipiu (cu 44.200 studenți), a fost fondată în 1364 ca Academia din Cracovia. Nicolaus Copernic și Karol Wojtyla (Papa Ioan Paul al II-lea), au absolvit această universitate. Universitatea AGH de Știință și Tehnologie  (29.800 studenți), este considerat a fi cea mai bună universitate tehnică din Polonia. Academia de Studii Economice, Universitatea Pedagogică, Universitatea de Tehnologie din Cracovia și a Academia Agricolă sunt, de asemenea instituții de învățământ superior foarte apreciate. Există, de asemenea Academia de Arte Frumoase, Universitatea de Teatru și Academia de Muzică. Nowy Sącz a devenit centru educațional major în regiune datorită Școalii Superioare de Administrație și Afaceri, cu un curriculum american, înființată în anul 1992. Școala are 4.500 de elevi. Există, de asemenea, două școli private mai mari în Tarnow.

## Clima voievodatului
Situat în sudul Poloniei, Polonia Mică este cel mai cald loc în Polonia, temperatura medie în timpul verii fiind între 23°C și 30°C, deși ele ajung adesea la 32°C chiar și la 38°C în lunile iulie și august, cele mai calde două luni ale anului. Orașul Tarnow, care se află în Polonia Mică, este cea mai cald loc în Polonia, pe tot parcursul anului, temperaturile medii fiind de 30°C  în vara și 4°C în timpul iernii.
Iernile sunt ușor reci, cu temperaturi cuprinse între -7°C  până la 4°C, dar iarna de multe ori este mai umedă și mai caldă, sau mai se schimbă în climă continentală și rece. Totul depinde de vânturile care suflă spre Polonia, din diferite regiuni ale lumii, schimbând vremea. Deșertul Błędów singurul deșert în Polonia se află în Polonia Mică, unde în timpul verii temperaturile pot ajunge de multe ori până la 38 °C.

## Turism
În voievodat au fost înființate patru parcuri naționale și numeroase rezervații, pentru a proteja mediul din Polonia Mică. Regiunea are zone pentru turism și recreere, inclusiv Zakopane (stațiunea de iarnă cea mai populară a Poloniei) și munții Tatra, Pieniny și Beskidy.
Peisajul natural are multe situri istorice. Salina din Wieliczka, orașul de pelerinaj Kalwaria Zebrzydowska, și orașul vechi din Cracovia sunt clasificate de către UNESCO printre cele mai prețioase situri din patrimoniul mondial. La Wadowice, locul de naștere al lui Ioan Paul al II-lea (50 km sud-vest de Cracovia) este un muzeu dedicat copilăriei fostului Papă. Zona Oświęcim (în germană Auschwitz cu fostele lagăre de concentrare naziste de la Auschwitz-I și Auschwitz-II-Birkenau, este vizitat anual de un milion de oameni. O altă destinație turistică este orașul Bochnia cu cea mai veche mină de sare din Europa.

## Arii protejate
Ariile protejate din Voievodatul Polonia Mică includ șase parcuri naționale și 11 parcuri de peisaj. Acestea sunt enumerate mai jos.
- Parcul Național Babiogórski
- Parcul Național Gorczański
- Parcul Național Magurski
- Parcul Național Ojcowski
- Parcul Național Pieniński
- Parcul Național Tatrzański

## Orașele voievodatului

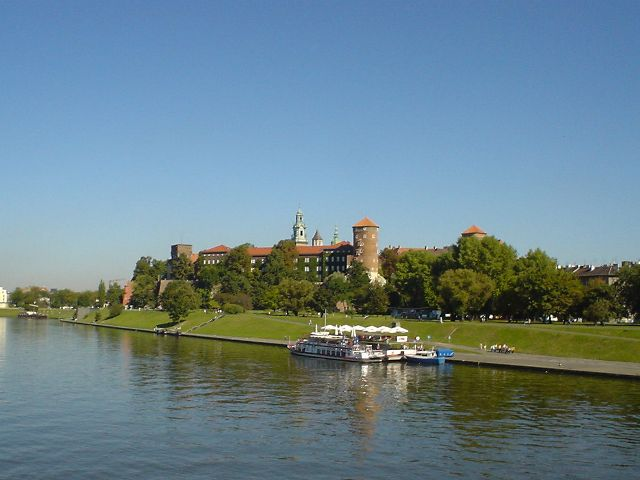
Dealul Wawel din Cracovia

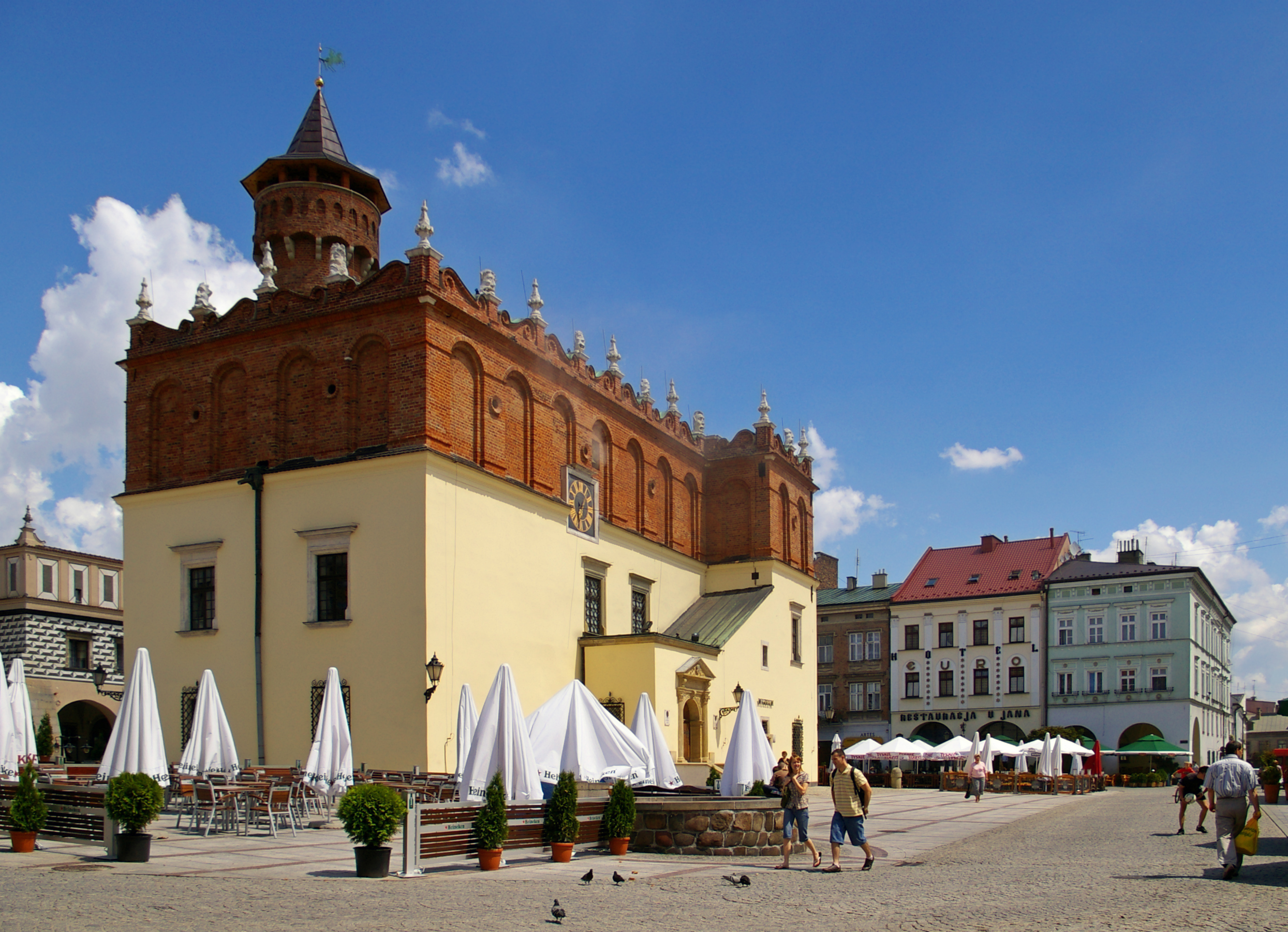
Piața Tarnów

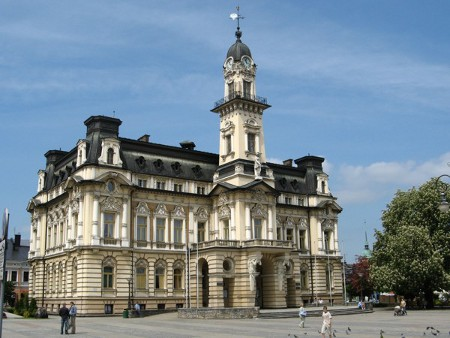
Primăria din Nowy Sącz

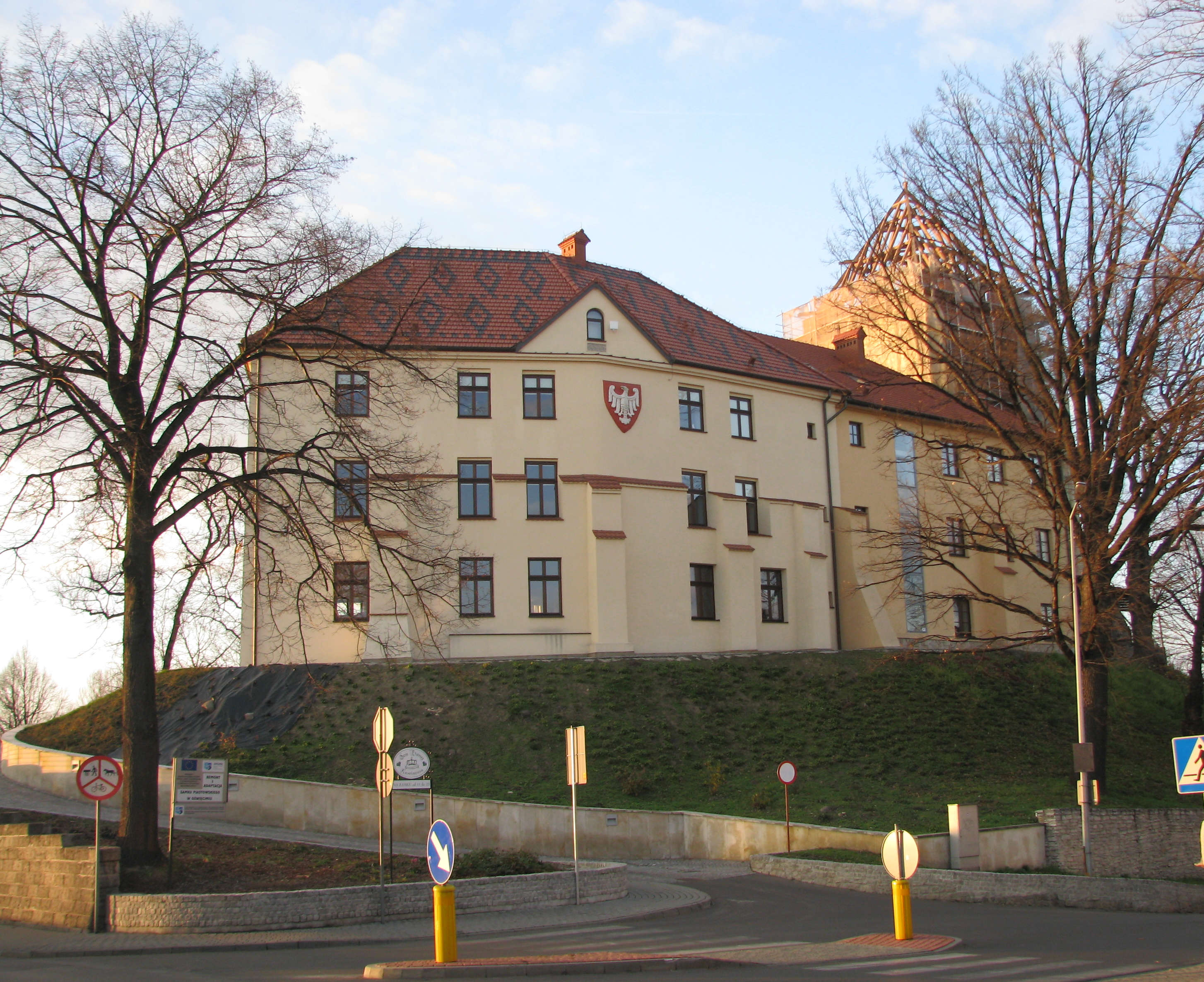
Castel restaurat în Oświęcim

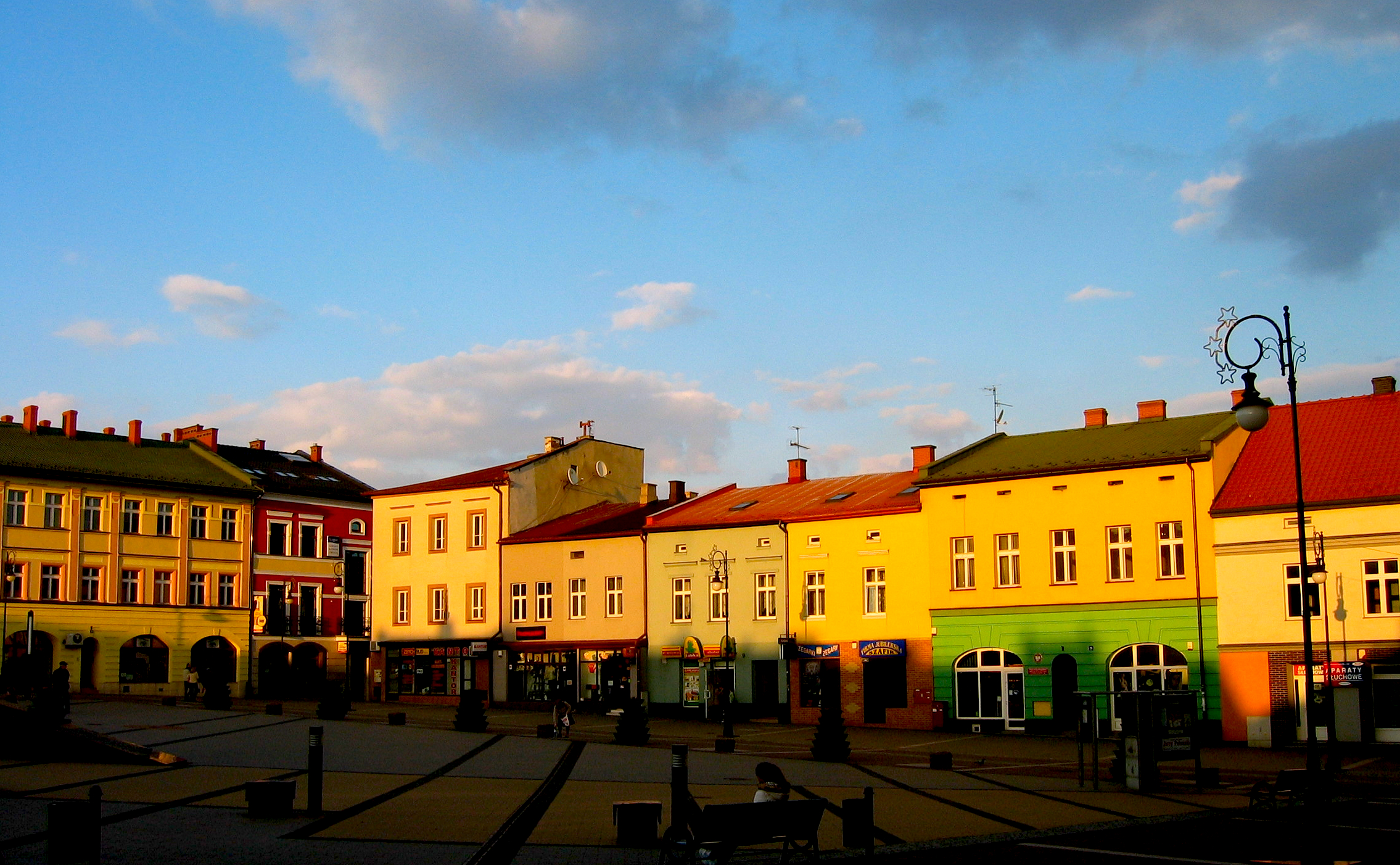
Primăria din Chrzanów

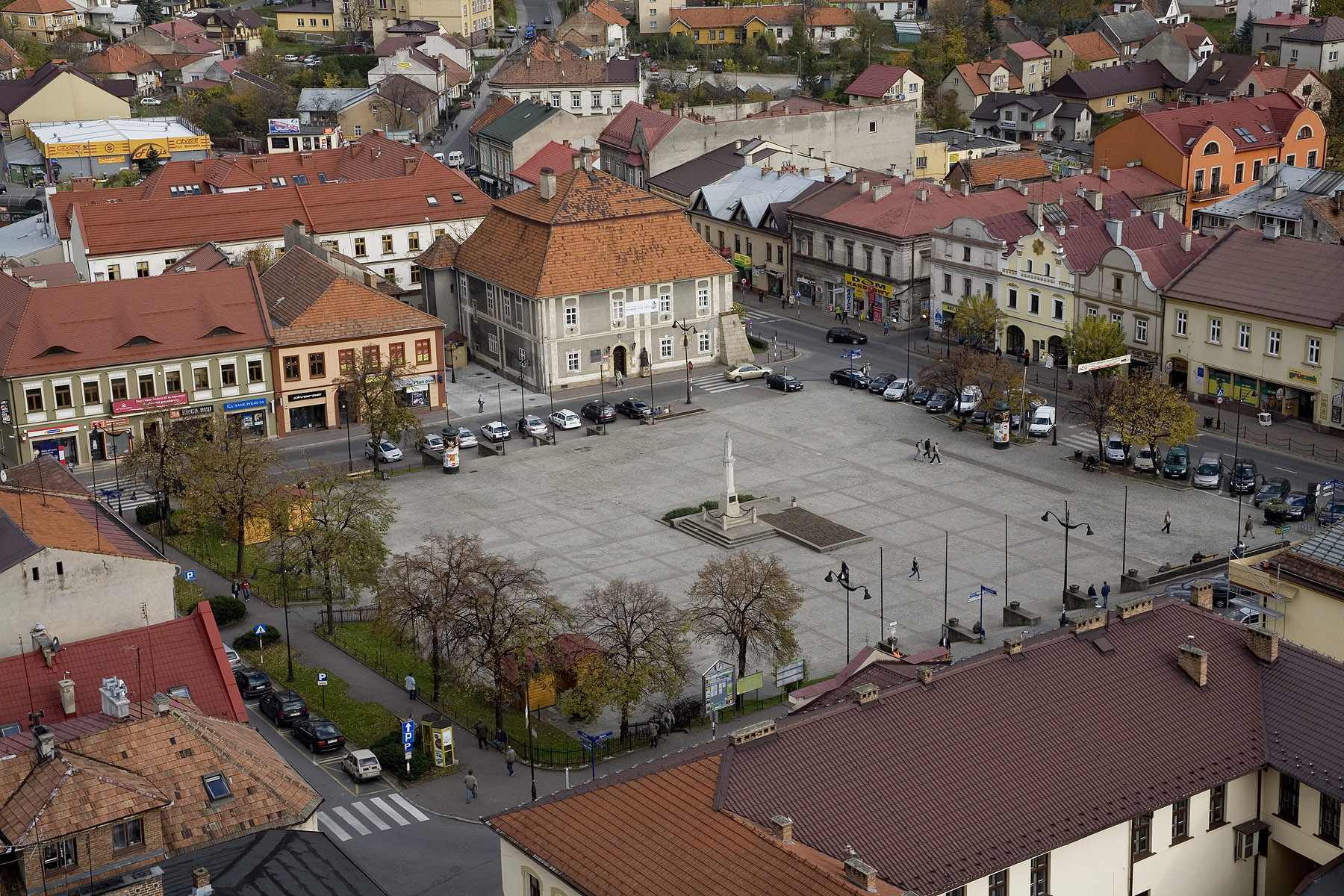
Primăria din Bochnia

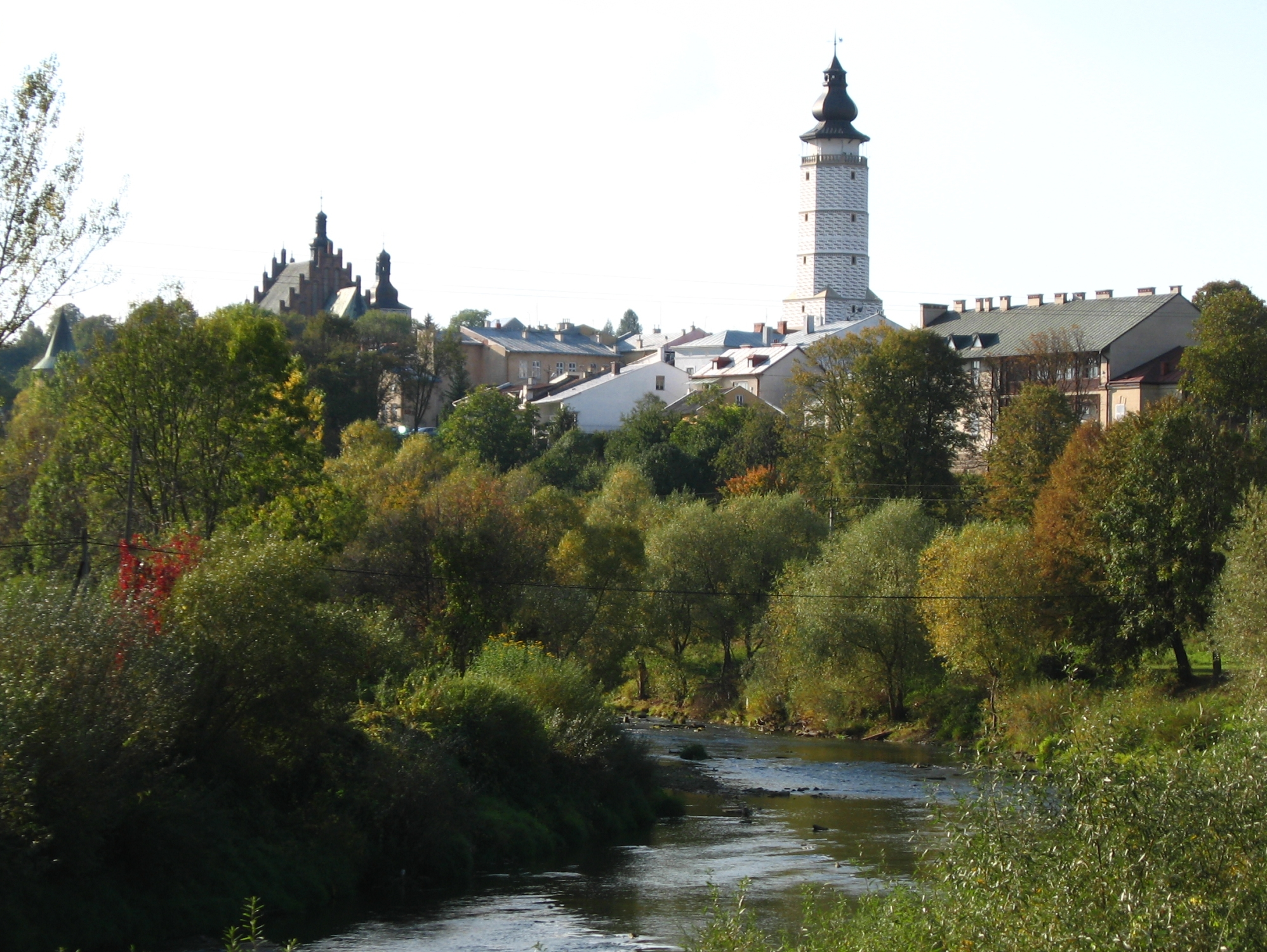
Widok na stare miasto w Biecz

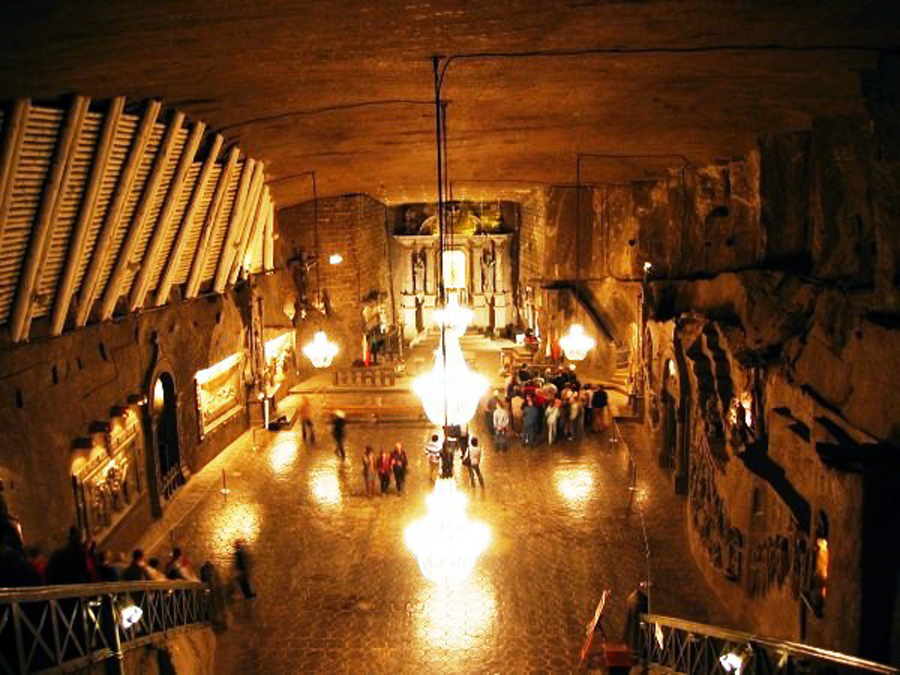
Salina din Wieliczka

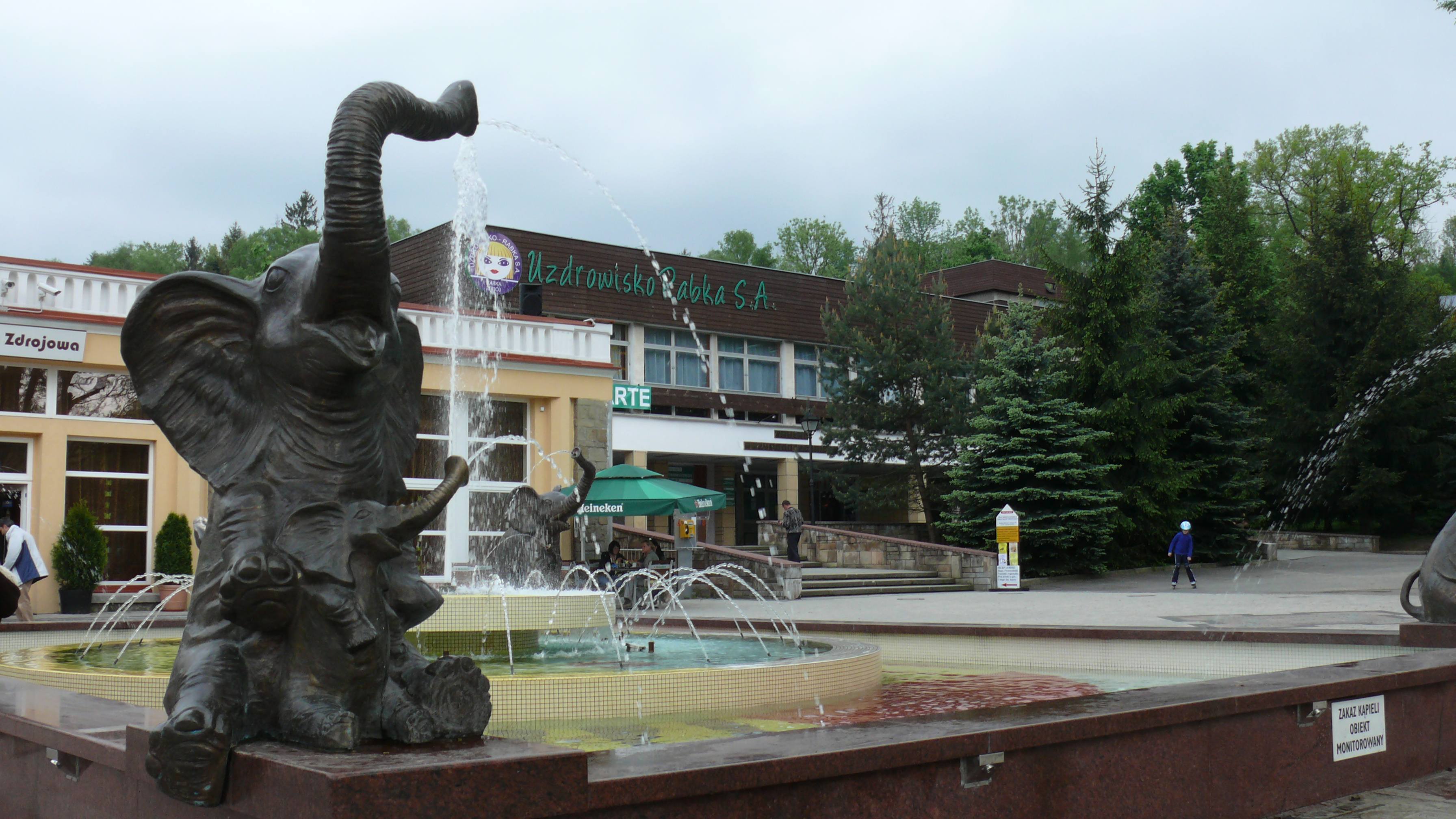
Fântână în Rabka

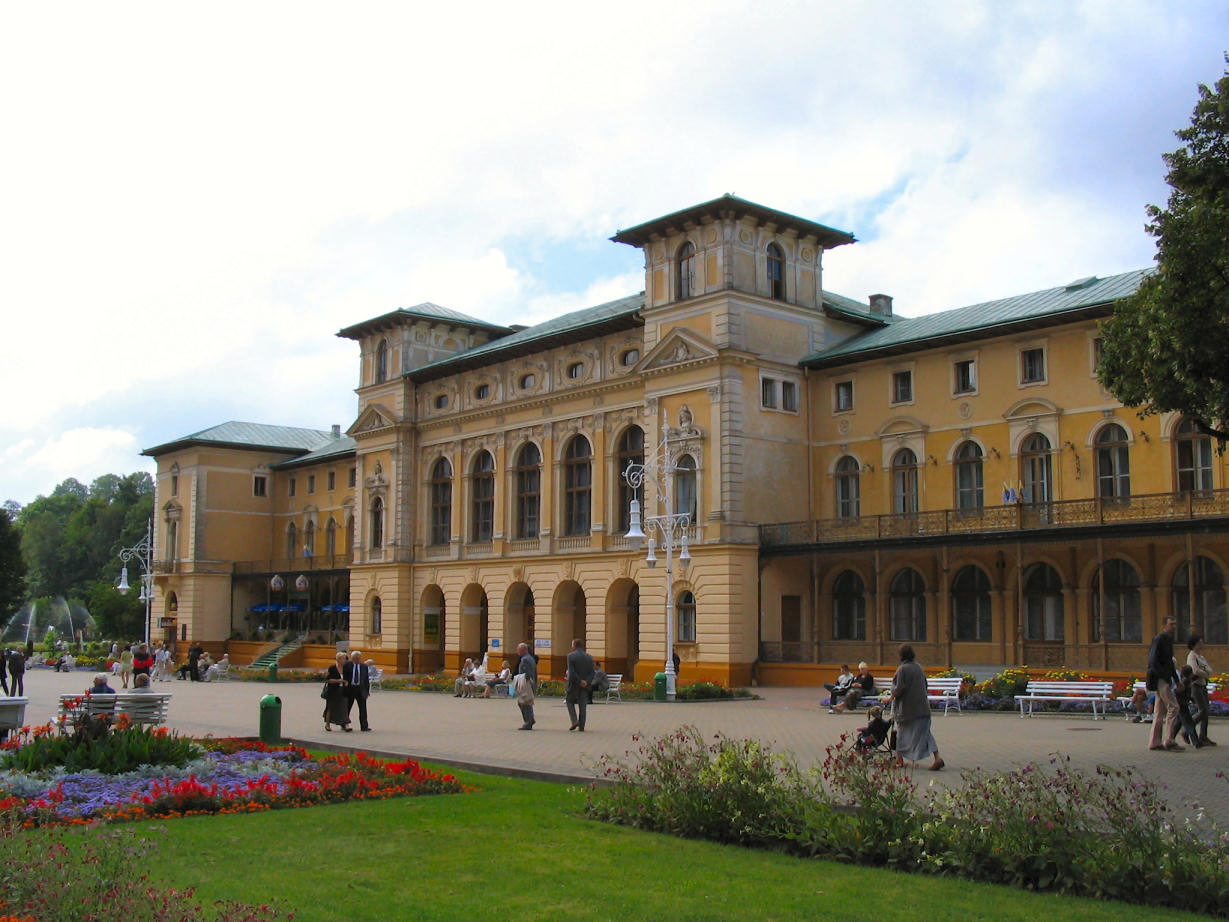
Băi vechi din Krynica

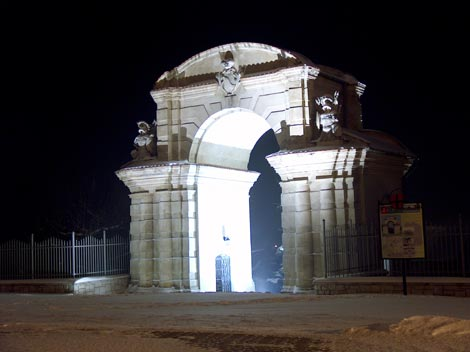
Poarta de intrare la Palatul Lubomirscy din Dąbrowa Tarnowska

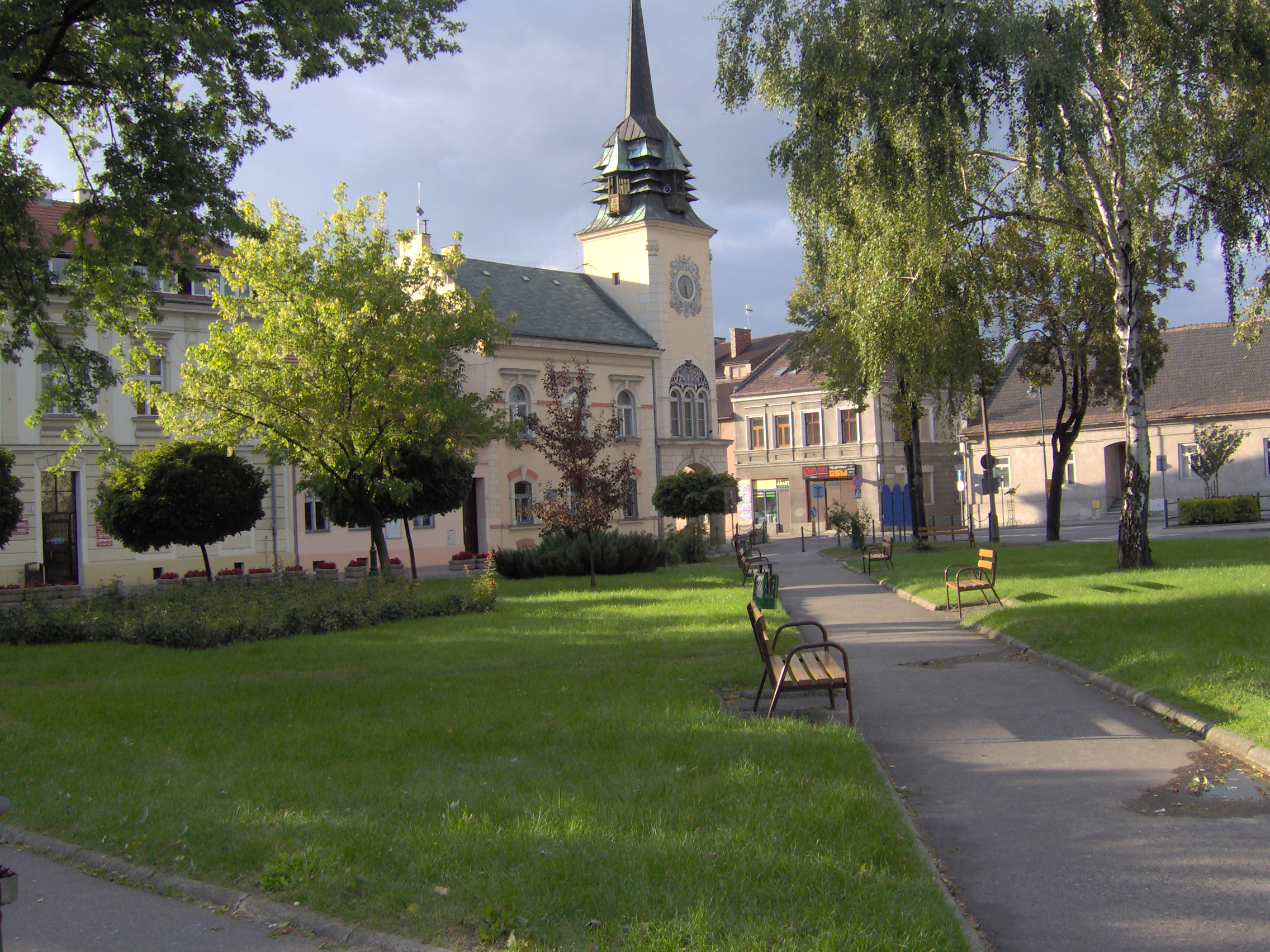
Primăria din Skawina

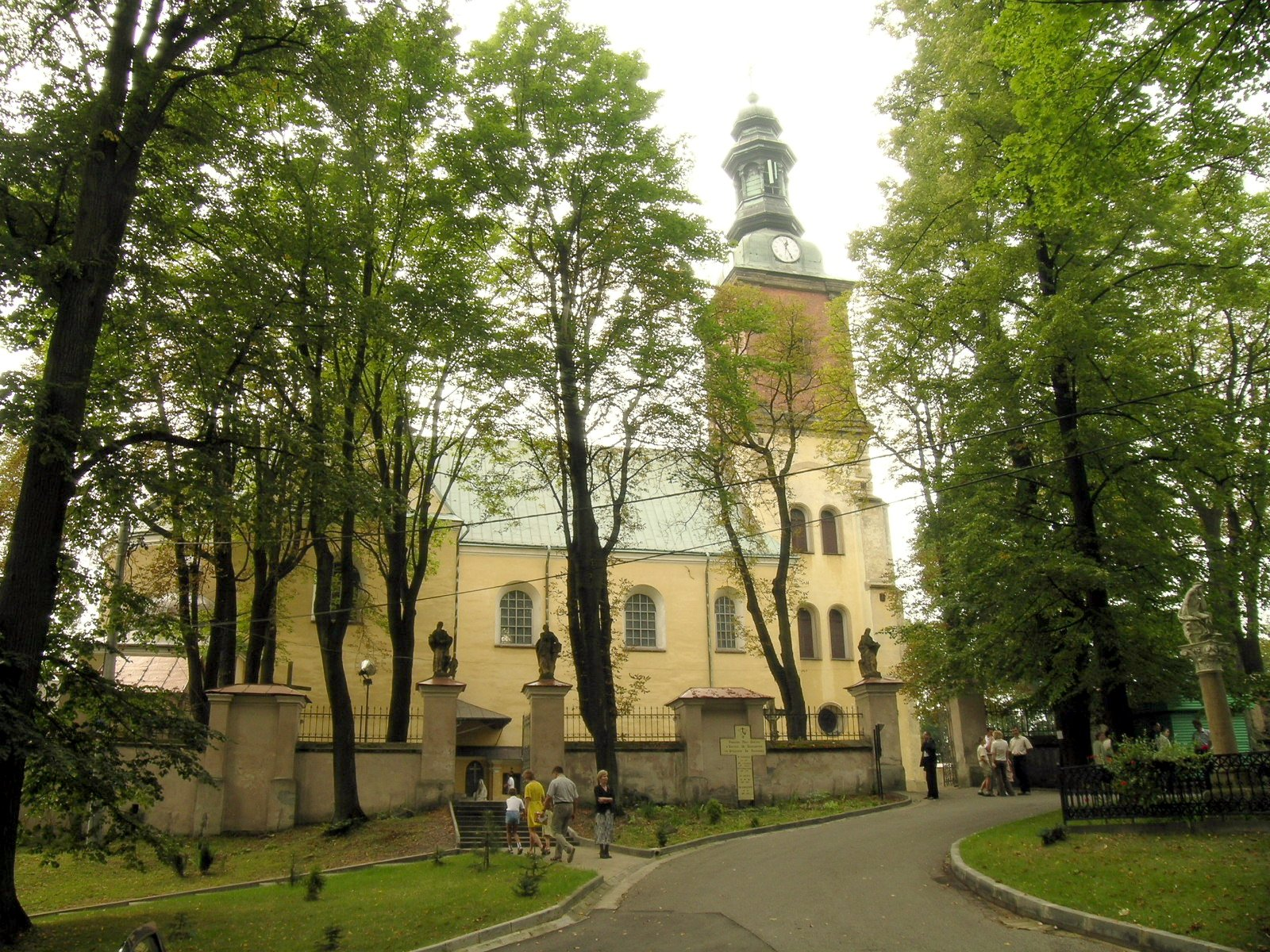
Mănăstirea din Alwernia.

Voievodatul Polonia Mică are 61 de orașe, inclusiv 3 municipii. Lista de mai jos prezintă orașele în funcție de numărul de locuitori.
| Nr. | stemă | Orașul                | Populația | Suprafața (km²) | Densitatea (loc./km²) |
| --- | ----- | --------------------- | --------- | --------------- | --------------------- |
| 1   |       | Cracovia              | 755 000   | 326,80          | 2310                  |
| 2   |       | Tarnów                | 115 158   | 72,38           | 1591                  |
| 3   |       | Nowy Sącz             | 84 556    | 57,06           | 1482                  |
| 4   |       | Oświęcim              | 40 156    | 30,30           | 1325                  |
| 5   |       | Chrzanów              | 39 049    | 38,31           | 1019                  |
| 6   |       | Olkusz                | 37 174    | 25,66           | 1449                  |
| 7   |       | Nowy Targ             | 33 339    | 50,42           | 661                   |
| 8   |       | Bochnia               | 29 748    | 29,89           | 995                   |
| 9   |       | Gorlice               | 28 437    | 23,56           | 1207                  |
| 10  |       | Zakopane              | 26 846    | 84,35           | 318                   |
| 11  |       | Skawina               | 23 660    | 20,48           | 1155                  |
| 12  |       | Andrychów             | 21 468    | 10,28           | 2088                  |
| 13  |       | Trzebinia             | 20 102    | 31,30           | 642                   |
| 14  |       | Wieliczka             | 19 601    | 13,37           | 1466                  |
| 15  |       | Wadowice              | 19 288    | 10,63           | 1815                  |
| 16  |       | Kęty                  | 19 132    | 23,14           | 827                   |
| 17  |       | Myślenice             | 18 096    | 30,14           | 600                   |
| 18  |       | Libiąż                | 17 410    | 35,88           | 485                   |
| 19  |       | Brzesko               | 16 828    | 11,73           | 1435                  |
| 20  |       | Limanowa              | 14 781    | 18,64           | 793                   |
| 21  |       | Rabka                 | 13 048    | 36,59           | 357                   |
| 22  |       | Miechów               | 11 618    | 15,49           | 750                   |
| 23  |       | Brzeszcze             | 11 579    | 19,17           | 504                   |
| 24  |       | Dąbrowa Tarnowska     | 11 402    | 23,07           | 494                   |
| 25  |       | Krynica               | 11 085    | 40,17           | 276                   |
| 26  |       | Bukowno               | 10 574    | 63,42           | 167                   |
| 27  |       | Krzeszowice           | 9 996     | 16,84           | 594                   |
| 28  |       | Sucha Beskidzka       | 9 629     | 27,46           | 351                   |
| 29  |       | Niepołomice           | 9 132     | 27,08           | 337                   |
| 30  |       | Chełmek               | 9 074     | 8,31            | 1092                  |
| 31  |       | Wolbrom               | 9 026     | 9,81            | 920                   |
| 32  |       | Stary Sącz            | 8 990     | 16,56           | 543                   |
| 33  |       | Mszana Dolna          | 7 500     | 27,10           | 277                   |
| 34  |       | Tuchów                | 6 528     | 18,15           | 360                   |
| 35  |       | Sułkowice             | 6 391     | 16,46           | 388                   |
| 36  |       | Szczawnica            | 6 184     | 87,89           | 70                    |
| 37  |       | Dobczyce              | 6 171     | 12,97           | 476                   |
| 38  |       | Proszowice            | 6 154     | 7,21            | 854                   |
| 39  |       | Grybów                | 5 994     | 17,00           | 353                   |
| 40  |       | Maków Podhalański     | 5 797     | 20,04           | 289                   |
| 41  |       | Piwniczna             | 5 793     | 38,30           | 151                   |
| 42  |       | Jordanów              | 5 194     | 20,92           | 248                   |
| 43  |       | Muszyna               | 5 018     | 23,96           | 209                   |
| 44  |       | Biecz                 | 4 561     | 17,80           | 256                   |
| 45  |       | Słomniki              | 4 325     | 3,34            | 1295                  |
| 46  |       | Kalwaria Zebrzydowska | 4 288     | 5,50            | 780                   |
| 47  |       | Żabno                 | 4 250     | 11,12           | 382                   |
| 48  |       | Szczucin              | 4 166     | 6,84            | 609                   |
| 49  |       | Zator                 | 3 705     | 11,53           | 321                   |
| 50  |       | Skała                 | 3 678     | 2,97            | 1238                  |
| 51  |       | Wojnicz               | 3 509     | 8,50            | 413                   |
| 52  |       | Alwernia              | 3 362     | 8,87            | 379                   |
| 53  |       | Bobowa                | 3 010     | 7,20            | 418                   |
| 54  |       | Ryglice               | 2 802     | 25,08           | 112                   |
| 55  |       | Radłów                | 2 793     | 16,17           | 173                   |
| 56  |       | Nowy Wiśnicz          | 2 740     | 5,05            | 543                   |
| 57  |       | Ciężkowice            | 2 395     | 9,99            | 240                   |
| 58  |       | Czchów                | 2 256     | 14,08           | 160                   |
| 59  |       | Świątniki Górne       | 2 140     | 4,44            | 482                   |
| 60  |       | Nowe Brzesko          | 1 700     | 7,30            | 233                   |
| 61  |       | Zakliczyn             | 1 534     | 4,02            | 382                   |